# Селестен Френе
Селестен Френе (фр. Célestin Freinet; нар. 15 жовтня 1896, Гар, Франція — пом. 7 жовтня 1966, Ванс, Франція) — видатний французький педагог-реформатор ХХ століття; засновник Міжнародної федерації прихильників «нової школи».

## Діяльність
Селестен Френе приділяв глибоку увагу до особливостей психології дитини, розв'язав низку проблем із організації шкільного життя, а також ставив різноманітні експерименти з активізації навчального процесу і подолання вад книжково-вербального навчання. 
Френе все своє життя шукав інтенсивні шляхи до цілеспрямованої стимуляції інтелектуальної та емоційної активності учнів. Він автор нових методів виховної діяльності школи, розвитку громадсько-корисної праці на всіх етапах навчання та ефективної системи шкільного самоврядування.

## Вибрані праці
- «Педагогічні інваріанти»
- «Нова французька школа»
- «Моральне і громадянське виховання»
- «Формування особистості дитини»